# Luis del Sol
Luis del Sol Cascajares (ur. 6 kwietnia 1935 w Arcos de Jalón, zm. 20 czerwca 2021 w Sewilli) – hiszpański piłkarz.
Z reprezentacją Hiszpanii, w której rozegrał 16 meczów i strzelił 3 gole, wystąpił na mistrzostwach świata 1962 i 1966. Był rezerwowym na Euro 1964. W latach 1970–1972 był kapitanem AS Roma.

## Osiągnięcia
- Mistrzostwo Hiszpanii (1961,1962)
- Zwycięstwo w Pucharze Europy (1960)
- Zwycięstwo w Pucharze Interkontynentalnym (1960)
- Mistrzostwo Włoch (1967)
- Zwycięstwo w Pucharze Włoch (1965)